# Dipsastraea laddi
Dipsastraea laddi is een rifkoralensoort uit de familie Merulinidae. De wetenschappelijke naam van de soort is, als Bikiniastrea laddi, voor het eerst geldig gepubliceerd in 1954 door John West Wells.